# Ursmar Engelmann
Ursmar Engelmann OSB (né le 15 août 1909 à Iéna sous le nom de Johannes Maximilian Engelmann et mort le 18 juillet 1986 à Sigmaringen) est un moine bénédictin allemand qui fut le huitième archi-abbé de Beuron.

## Biographie
Johannes Engelmann naît dans une famille protestante d'Iéna. Il étudie d'abord la théologie luthérienne et l'histoire à  Iéna, Vienne et Fribourg-en-Brisgau. C'est dans cette dernière ville qu'il fait la connaissance du monde monastique. Après avoir reçu son titre de doctor philosophiae, il se convertit au catholicisme en 1935, puis entre au noviciat de l'archi-abbaye de Beuron, prenant le nom d'Ursmar. Il prononce ses vœux de profès en 1936. Il est ordonné prêtre le 18 février 1940 en pleine guerre. Entre 1941 et 1945, il est versé dans le service de santé de la Wehrmacht. Après son retour d'un camp de prisonnier, il recommence ses études à Beuron puis à Rome. Il présente une thèse de doctorat à Rome, puis enseigne l'histoire de l'Église et l'histoire de l'art sacré au séminaire bénédictin de Beuron. De 1947 à 1970, il dirige la bibliothèque de l'abbaye et enseigne la patrologie à partir de 1952. En 1955, il est nommé sous-prieur, puis entre 1957 et 1967, prieur (sous l'abbatiat du T.R.P. Benedikt Reetz et du T.R.P. Damasus Zähringer), puis à partir de 1967, il est prieur-administrateur, avant d'être lui-même élu en 1970 archi-abbé de Beuron. Il est installé le 21 mars 1970.
Il démissionne en 1980 de sa charge à l'âge de 70 ans. Jusqu'à sa mort en 1986, il demeure à Beuron pour se consacrer à ses recherches historiques et à ses activités spirituelles.
Le père Engelmann est l'auteur de soixante-dix livres et de nombreux articles et publications scientifiques. Il était membre extraordinaire de l'académie bénédictine de Bavière.

## Quelques publications
- Primizfeier des Hochwürdigen Benediktinerpaters Dr. Ursmar Engelmann - Kloster Beuron in der St. Johannis-Pfarrkirche zu Jena am 21. April 1940, 1940
- Die Reichenau - Urkunden und Bilder aus Kunst und Leben, Karl Zink Verlag 1955
- Der heilige Pirmin und sein Missionsbüchlein, Thorbecke, Constance, 1959
- Die Psychomachie des Prudentius. Lateinisch-Deutsch., Herder, Fribourg u.a., 1959
- Christus am Kreuz. Romanische Kruzifixe zwischen Bodensee und Donau., Beuroner Kunstverlag, Beuron, 1966
- Wurzel Jesse, Buchmalerei des frühen 13. Jahrhunderts, Beuroner Kunstverlag, Beuron, 1966
- Reichenauer Buchmalerei. Initialen aus einem Lektionar des frühen 10. Jahrhunderts, Herder, Fribourg, 1971
- Der heilige Pirmin und sein Pastoralbüchlein, Sigmaringen, 1976
- Die Monatsbilder von Santa Maria del Castello in Mesocco, Herder, Fribourg u.a., 1977,  (ISBN 3-451-17324-7)
- Heiligkreuztal. Wege zum Verständnis von Kloster und Kirche, Beuroner Kunstverlag, Beuron, 1979,  (ISBN 3-87071-033-0)
- O freudenreiche Nacht. Betrachtungen zum Bildwerk des Jörg Zürn im Überlinger Münster. Herder, Fribourg u.a., 1986,  (ISBN 3-451-20852-0)